# Fourquevaux
Fourquevaux (okzitanisch: Forcasvals) ist eine französische Gemeinde mit 808 Einwohnern (Stand: 1. Januar 2022) im Département Haute-Garonne in der Region Okzitanien. Sie gehört zum Arrondissement Toulouse und zum Kanton Escalquens. Die Einwohner werden Fourquevalais genannt.

## Geographie
Fourquevaux liegt an der Marcaissonne, etwa 16 Kilometer südöstlich von Toulouse in der Landschaft Lauragais. Umgeben wird Fourquevaux von den Nachbargemeinden Préserville im Norden und Osten, Labastide-Beauvoir im Osten und Südosten, Baziège im Süden, Montlaur im Südwesten, Belberaud im Westen sowie Odars im Nordwesten.

## Bevölkerungsentwicklung
| Jahr                       | 1962 | 1968 | 1975 | 1982 | 1990 | 1999 | 2006 | 2013 | 2020 |
| Einwohner                  | 345  | 351  | 460  | 557  | 639  | 717  | 759  | 749  | 774  |
| Quellen: Cassini und INSEE |      |      |      |      |      |      |      |      |      |

## Sehenswürdigkeiten
- Kirche Saint-Germier
- Schloss Fourquevaux aus dem 15./16. Jahrhundert, Monument historique

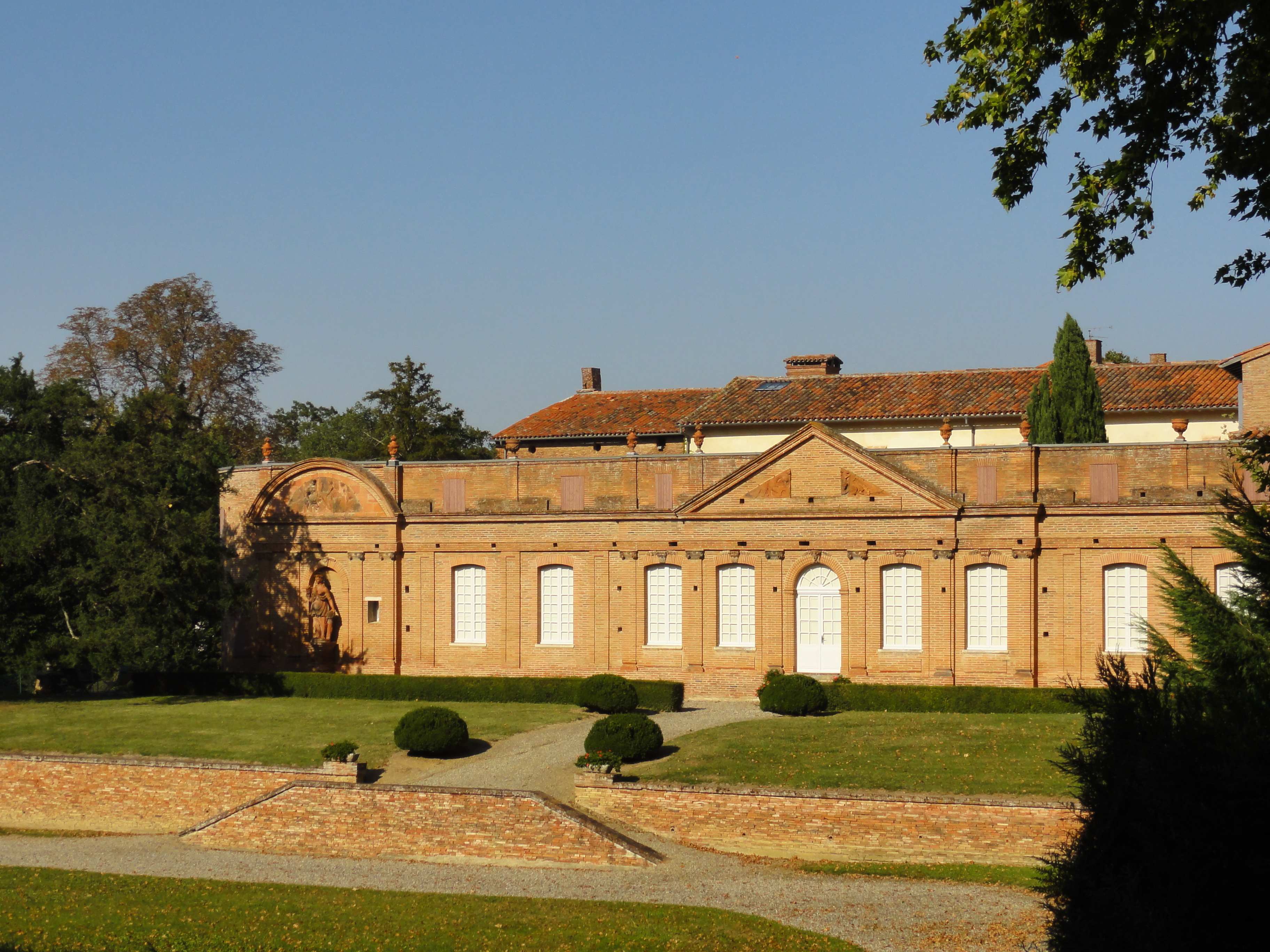
Orangerie des Schlosses Fourquevaux

- Wasserturm

## Persönlichkeiten
- Raymond de Beccarie de Pavie de Fourquevaux (1508–1574), Kriegsmann, Diplomat und Militärschriftsteller
- Jean-Paul Laurens (1838–1921), Maler